# Amphoe Tha Takiap
Amphoe Tha Takiap (in Thai: อำเภอ ท่าตะเกียบ) ist ein Landkreis (Amphoe – Verwaltungs-Distrikt) im Osten der Provinz Chachoengsao. Die Provinz Chachoengsao liegt im östlichen Teil der Zentralregion von Thailand. 

## Geographie
Benachbarte Distrikte (von Norden im Uhrzeigersinn): Amphoe Sanam Chai Khet in der Provinz Chachoengsao, die Amphoe Khao Chakan, Wang Nam Yen und Wang Sombun in der Provinz Sa Kaeo, Amphoe Kaeng Hang Maeo in der Provinz Chanthaburi sowie die Amphoe Bo Thong und Ko Chan in der Provinz Chonburi.

## Geschichte
Tha Takiap wurde am 1. April 1991 zunächst als „Zweigkreis“ (King Amphoe) eingerichtet, indem zwei Tambon vom Amphoe Sanam Chai Khet abgetrennt wurden.
Am 5. Dezember 1996 wurde Tha Takiap zum Amphoe heraufgestuft.

## Verwaltung

### Provinzverwaltung
Der Landkreis Tha Takiap ist in zwei Tambon („Unterbezirke“ oder „Gemeinden“) eingeteilt, die sich weiter in 47 Muban („Dörfer“) unterteilen.
| Nr. | Name          | Thai       | Muban | Einw.  |
| --- | ------------- | ---------- | ----- | ------ |
| 01. | Tha Takiap    | ท่าตะเกียบ   | 22    | 18.723 |
| 02. | Khlong Takrao | คลองตะเกรา | 25    | 26.537 |

### Lokalverwaltung
Im Landkreis gibt es zwei „Tambon-Verwaltungsorganisationen“ (องค์การบริหารส่วนตำบล – Tambon Administrative Organizations, TAO)
- Tha Takiap (Thai: องค์การบริหารส่วนตำบลท่าตะเกียบ) bestehend aus dem kompletten Tambon Tha Takiap.
- Khlong Takrao (Thai: องค์การบริหารส่วนตำบลคลองตะเกรา) bestehend aus dem kompletten Tambon Khlong Takrao.